# Trevor Stewart
Trevor Stewart (20 de mayo de 1997) es un deportista estadounidense que compite en atletismo, especialista en las carreras de velocidad. Participó en los Juegos Olímpicos de Tokio 2020, obteniendo una medalla de bronce en el relevo 4 × 400 m mixto.

## Palmarés internacional
| Juegos Olímpicos | Juegos Olímpicos | Juegos Olímpicos  | Juegos Olímpicos |
| Año              | Lugar            | Medalla           | Prueba           |
| ---------------- | ---------------- | ----------------- | ---------------- |
| 2020             | Tokio (Japón)    | Medalla de bronce | 4 × 400 m mixto  |